# Neoharmsia madagascariensis
Neoharmsia madagascariensis é uma espécie vegetal da família Fabaceae.
Apenas pode ser encontrada no Madagáscar.